# Gran Premio di Abu Dhabi 2015
Il Gran Premio di Abu Dhabi 2015 si è corso domenica 29 novembre 2015 sul circuito di Yas Marina, posto sull'isola omonima, diciannovesima e ultima prova della stagione 2015 del campionato mondiale di Formula 1, ed è stata vinta dal tedesco Nico Rosberg su Mercedes, al suo quattordicesimo successo nel mondiale. Rosberg ha preceduto sul traguardo il suo compagno di squadra, il britannico Lewis Hamilton e il finlandese Kimi Räikkönen su Ferrari.
Inoltre, è stato l'ultimo Gran Premio in F1 per Roberto Merhi, Will Stevens e Pastor Maldonado tra i piloti, e per la Lotus F1 Team e la Marussia tra i team.

## Vigilia

### Sviluppi futuri
La Red Bull Racing firma il prolungamento dell'accordo per la fornitura dei motori con la Renault per la stagione 2016. La scuderia austriaca, che viene spinta dai propulsori francesi dal 2007, aveva criticato la poca competitività di tale fornitura, minacciando anche l'abbandono del campionato qualora non fosse riuscita a ottenere dei motori più performanti.
La F1 Commission respinge la proposta della Federazione Internazionale dell'Automobile per l'introduzione di un motore standard, da vendere a prezzi concordati, alle scuderie indipendenti. Per tale motore la FIA aveva già lanciato un bando, a cui avevano dimostrato interesse alcune case come Mecachrome e Ilmor.

### Aspetti tecnici
La Pirelli, fornitrice unica degli pneumatici, per questa gara porta le mescole soft e supersoft.
La FIA conferma due zone nelle quali i piloti possono utilizzare il DRS: la prima è fissata sul lungo rettilineo posto tra le curve 7 e 8, con detection point stabilito alla curva 7. La seconda zona è fissata tra le curve 10 e 11, con punto di rilevamento del distacco fra piloti stabilito alla curva 9.
La Scuderia Ferrari omologa l'ultima versione del suo propulsore, spendendo gli ultimi 4 gettoni di sviluppo concessi. La nuova power unit non viene però montata sulle vetture presenti, per non far penalizzare i piloti sulla griglia di partenza. Nico Rosberg è costretto invece a sostituire il motore della sua vettura, che presenta delle anomalie. Il pilota tedesco utilizza un vecchio propulsore, già impiegato in stagione, non incappando in nessuna penalizzazione. La Red Bull Racing monta, nuovamente, sulla monoposto di Daniel Ricciardo, la vecchia versione della power unit della Renault, e non quella aggiornata, presentata in Brasile.

### Aspetti sportivi
La Force India ingaggia il pilota messicano di GP3 e World Series Renault, Alfonso Celis Jr., quale pilota di sviluppo. Il pilota esordirà nei test che si terranno dopo il Gran Premio per poi continuare a svolgere tale funzione anche nel 2016. La scuderia indiana festeggia, con questo gran premio, la centocinquantesima presenza in una gara valida per il mondiale. L'esordio avvenne nel Gran Premio d'Australia 2008. Ha ottenuto una pole, tre giri veloci, e tre podi.
La Lotus ritarda nel suo arrivo al tracciato. Il personale e il materiale si presentano al circuito solo al giovedì mattina, tanto che il team salta le verifiche tecniche. La FIA concede però una deroga e permette alla scuderia di presentare le sue monoposto al venerdì mattina. La scuderia partecipa regolarmente al weekend di gara. Proprio in questa scuderia Jolyon Palmer ha preso il posto di Romain Grosjean nel corso della prima sessione di prove del venerdì.
Roberto Merhi, come già annunciato, sostituisce Alexander Rossi alla Marussia. Il pilota statunitense è infatti impegnato in GP2.
Dopo la squalifica subita da Felipe Massa, al termine del Gran Premio del Brasile, per la non corretta temperatura, rilevata su un suo pneumatico, la FIA decide di modificare il regolamento. D'ora in avanti, un ingegnere della scuderia, potrà presenziare ai controlli effettuati, sulla griglia, dai commissari, per porre in essere le necessarie misure, al fine di evitare nella penalizzazione. La Mercedes chiede dei chiarimenti, alla FIA, in merito all'utilizzo delle gallerie del vento, temendo che altri costruttori possano aggirare il limite posto a 25 ore settimanali di lavoro in tali strutture, tramite la collaborazione con altre scuderie, non iscritte al campionato. I commissari chiariscono che qualunque nuovo team, che entrerà in Formula 1, dovrà sottostare alle medesime regole valevoli per i team che partecipano al mondiale. La FIA ha anche chiarito che nessun addebito è stato mosso alla Scuderia Ferrari, nel suo rapporto col neonato team Haas.
Derek Warwick è nominato commissario aggiunto per la gara, da parte della FIA. L'ex pilota di F1 ha già svolto in passato tale funzione, l'ultima al Gran Premio degli Stati Uniti d'America 2014.

## Prove

### Resoconto
La prima sessione di prove è dominata dai due piloti della Mercedes, con Lewis Hamilton che prevale su Nico Rosberg di un decimo e mezzo. Kimi Räikkönen, terzo, è staccato di otto decimi dal tempo del britannico. Il duo della casa tedesca ha ottenuto il tempo nella parte iniziale della sessione per poi dedicarsi a dei long run. Ha avuto alcuni problemi Sebastian Vettel che ha chiuso quinto, dietro anche a Daniil Kvjat, per la necessità di modificare l'assetto della monoposto nel corso della sessione. Jolyon Palmer ha potuto disputare solo i minuti finali a causa di un problema tecnico alla sua vettura.
Anche nella seconda sessione del venerdì, quando le vetture montano anche gomme di mescola supersoft, le due vetture tedesche dominano la graduatoria: in questa caso però Nico Rosberg precede Lewis Hamilton di un decimo e mezzo. Al terzo posto si porta Sergio Pérez, staccato di più di sei decimi. Un principio d'incendio sulla sua Force India, per un guasto ai freni lo ha costretto a interrompere la sessione a dieci minuti dal termine. Le due Ferrari, più indietro in classifica, hanno palesato dei problemi di bilanciamento, ma sono state più competitive sul long run. Sulla STR di Carlos Sainz Jr. si è invece verificato un problema alla power unit.
Nella sessione del sabato Sebastian Vettel riduce a soli tre decimi il ritardo da Nico Rosberg, ancora una volta il più rapido. Il tedesco della Mercedes ha nuovamente preceduto il compagno di scuderia, Lewis Hamilton. Il britannico ha compiuto di diversi errori di guida, durante la sessione. Si sono registrati dei problemi alla power unit della RBR di Daniil Kvjat, che non è riuscito a completare nessun giro cronometrato.

### Risultati
Nella prima sessione del venerdì si è avuta questa situazione:
| Pos | Nº | Pilota         | Costruttore | Tempo    | Gap    | Giri |
| --- | -- | -------------- | ----------- | -------- | ------ | ---- |
| 1   | 44 | Lewis Hamilton | Mercedes    | 1'43"754 |        | 28   |
| 2   | 6  | Nico Rosberg   | Mercedes    | 1'43"895 | +0"141 | 32   |
| 3   | 7  | Kimi Räikkönen | Ferrari     | 1'44"500 | +0"746 | 27   |

Nella seconda sessione del venerdì si è avuta questa situazione:
| Pos | Nº | Pilota         | Costruttore          | Tempo    | Gap    | Giri |
| --- | -- | -------------- | -------------------- | -------- | ------ | ---- |
| 1   | 6  | Nico Rosberg   | Mercedes             | 1'41"983 |        | 39   |
| 2   | 44 | Lewis Hamilton | Mercedes             | 1'42"121 | +0"138 | 31   |
| 3   | 11 | Sergio Pérez   | Force India-Mercedes | 1'42"610 | +0"627 | 23   |

Nella sessione del sabato si è avuta questa situazione:
| Pos | Nº | Pilota           | Costruttore | Tempo    | Gap    | Giri |
| --- | -- | ---------------- | ----------- | -------- | ------ | ---- |
| 1   | 6  | Nico Rosberg     | Mercedes    | 1'41"856 |        | 20   |
| 2   | 44 | Lewis Hamilton   | Mercedes    | 1'42"137 | +0"281 | 20   |
| 3   | 5  | Sebastian Vettel | Ferrari     | 1'42"185 | +0"329 | 20   |

## Qualifiche

### Resoconto
Nella prima parte delle qualifiche le due Mercedes comandano la classifica dei tempi con Lewis Hamilton che precede di pochi centesimi Nico Rosberg. Seguono altre due vetture che utilizzano il motore Mercedes, ovvero le due Force India. Le due Ferrari decidono di utilizzare le gomme soft, ma Sebastian Vettel non fa segnare un tempo particolarmente valido, tanto da scendere in graduatoria. Nel tentativo effettuato nella parte finale della sessione il tedesco non riesce a migliorare ed è escluso dalla seconda fase. Assieme a Vettel sono esclusi anche Fernando Alonso, Marcus Ericsson e i due piloti della Marussia.
Il britannico della Mercedes si conferma il più veloce anche nella seconda fase nella quale prevale su Rosberg di due decimi. Anche Sergio Pérez si conferma al terzo posto, anche se staccato di otto decimi da Hamilton. Vengono eliminati Max Verstappen, Jenson Button, Felipe Nasr e il duo della Lotus, con Romain Grosjean che sconta dei problemi alla power unit e non fa segnare nessun tempo valido.
Nella fase decisiva Nico Rosberg guida subito la lista dei tempi davanti ad Hamilton; Carlos Sainz Jr. decide di effettuare un solo tentativo. Col secondo tentativo Hamilton abbassa il tempo limite fatto segnare da Rosberg che però è capace di superare ancora il britannico e ottenere la sesta pole consecutiva. La Mercedes ottiene la diciottesima pole position della stagione, eguagliando il record della Red Bull Racing del 2011 ed il suo stesso record del 2014.
Al termine delle qualifiche Romain Grosjean è penalizzato di cinque posizioni sulla griglia di partenza per aver sostituito il cambio. Roberto Merhi è invece costretto a partire dalla pit lane per la necessità di sostituire l'assetto delle sospensioni della sua monoposto. Tale intervento, effettuato in parco chiuso, lo costringe a prendere parte alla gara non partendo dalla pista. Anche sull'altra Marussia, quella di Will Stevens, i meccanici devono sostituire il controllo elettronico; ciò comporta una penalizzazione di cinque posizioni sulla griglia. Il britannico però, qualificato col diciannovesimo tempo, grazie alla penalizzazione inflitta a Merhi, mantiene tale posizione di partenza.

### Risultati
Nella sessione di qualifica si è avuta questa situazione:
| Pos                         | Nº | Pilota           | Costruttore             | Q1       | Q2          | Q3       | Griglia |
| --------------------------- | -- | ---------------- | ----------------------- | -------- | ----------- | -------- | ------- |
| 1                           | 6  | Nico Rosberg     | Mercedes                | 1'41"111 | 1'40"979    | 1'40"237 | 1       |
| 2                           | 44 | Lewis Hamilton   | Mercedes                | 1'40"974 | 1'40"758    | 1'40"614 | 2       |
| 3                           | 7  | Kimi Räikkönen   | Ferrari                 | 1'42"500 | 1'41"612    | 1'41"051 | 3       |
| 4                           | 11 | Sergio Pérez     | Force India-Mercedes    | 1'41"983 | 1'41"560    | 1'41"184 | 4       |
| 5                           | 3  | Daniel Ricciardo | Red Bull Racing-Renault | 1'42"275 | 1'41"830    | 1'41"444 | 5       |
| 6                           | 77 | Valtteri Bottas  | Williams-Mercedes       | 1'42"608 | 1'41"868    | 1'41"656 | 6       |
| 7                           | 27 | Nico Hülkenberg  | Force India-Mercedes    | 1'41"996 | 1'41"925    | 1'41"686 | 7       |
| 8                           | 19 | Felipe Massa     | Williams-Mercedes       | 1'42"303 | 1'42"349    | 1'41"759 | 8       |
| 9                           | 26 | Daniil Kvjat     | Red Bull Racing-Renault | 1'42"540 | 1'42"238    | 1'41"933 | 9       |
| 10                          | 55 | Carlos Sainz Jr. | STR-Renault             | 1'42"911 | 1'42"482    | 1'42"708 | 10      |
| 11                          | 33 | Max Verstappen   | STR-Renault             | 1'42"889 | 1'42"521    | N.D.     | 11      |
| 12                          | 22 | Jenson Button    | McLaren-Honda           | 1'42"570 | 1'42"668    | N.D.     | 12      |
| 13                          | 13 | Pastor Maldonado | Lotus-Mercedes          | 1'42"929 | 1'42"807    | N.D.     | 13      |
| 14                          | 12 | Felipe Nasr      | Sauber-Ferrari          | 1'42"896 | 1'43"614    | N.D.     | 14      |
| 15                          | 8  | Romain Grosjean  | Lotus-Mercedes          | 1'42"585 | senza tempo | N.D.     | 18      |
| 16                          | 5  | Sebastian Vettel | Ferrari                 | 1'42"941 | N.D.        | N.D.     | 15      |
| 17                          | 14 | Fernando Alonso  | McLaren-Honda           | 1'43"187 | N.D.        | N.D.     | 16      |
| 18                          | 9  | Marcus Ericsson  | Sauber-Ferrari          | 1'43"838 | N.D.        | N.D.     | 17      |
| 19                          | 28 | Will Stevens     | Marussia-Ferrari        | 1'46"297 | N.D.        | N.D.     | 19      |
| 20                          | 98 | Roberto Merhi    | Marussia-Ferrari        | 1'47"434 | N.D.        | N.D.     | PL      |
| Tempo limite 107%: 1'48"042 |    |                  |                         |          |             |          |         |

## Gara

### Resoconto
Alla partenza Nico Rosberg mantiene il comando della gara seguito da Lewis Hamilton, Kimi Räikkönen, Sergio Pérez, Nico Hülkenberg e Daniel Ricciardo. Nelle retrovie vi è un contatto tra Fernando Alonso e Pastor Maldonado col venezuelano costretto al ritiro e lo spagnolo penalizzato con un drive through. Già al quarto giro vi sono i primi cambi gomme, al quinto tocca a Pérez e Ricciardo e al settimo a Hülkenberg.
All'ottavo giro Valtteri Bottas, in uscita dalla piazzola dei box, colpisce Jenson Button che stava per posizionarsi sulla propria. Il finlandese danneggia il musetto ed è costretto a compiere un intero giro di pista per cambiarlo; inoltre è penalizzato di cinque secondi. Al giro 10 vanno al cambio gomme sia Rosberg che Räikkönen. Un giro dopo è il turno per Hamilton: il britannico rientra in pista terzo, alle spalle di Sebastian Vettel che non ha ancora effettuato soste. Il tedesco della Ferrari cede la posizione, poco dopo, sia a Hamilton che a Räikkönen. Il terzetto al comando resta nelle posizioni di prima del cambio gomme. Seguono Vettel, Pérez, Grosjean e Ricciardo.
Al giro 23 effettuano il pit stop sia Vettel che Grosjean con il tedesco che scende in sesta posizione. Con la seconda tornata di soste però Vettel recupera, già al ventottesimo giro, la quarta posizione davanti a Sergio Pérez, Daniel Ricciardo e Romain Grosjean.
Al trentunesimo passaggio Nico Rosberg cambia, per la seconda volta, gli pneumatici: va a condurre Hamilton che sta cercando di alzare il ritmo. Anche Kimi Räikkönen effettua ancora una sosta rientrando in pista alle spalle di Vettel che però gli cede presto la terza piazza. Vettel va al suo secondo cambio gomme al giro 40; tornato in pista sesto, in un paio di tornate passa Ricciardo conquistando la quinta posizione.
Lewis Hamilton attende fino al giro 41 per la seconda sosta, ove opta ancora per gomme soft: rientra in gara secondo e tenta, negli ultimi giri, di avvicinarsi a Rosberg, ma senza successo. Al giro 45 Sebastian Vettel ripassa Pérez per il quarto posto e, due giri dopo, Felipe Massa strappa l'ottava posizione a Daniil Kvjat. Il russo cede ancora una posizione, nei giri finali, a favore di Grosjean.
Nico Rosberg conquista la sua quattordicesima vittoria in F1, mentre la Mercedes ottiene la sedicesima vittoria stagionale su diciannove gare (eguagliando il suo stesso record della scorsa stagione), la sua dodicesima doppietta in stagione (nuovo record) ed il suo 32º podio in stagione (altro nuovo risultato record).

### Risultati
I risultati del Gran Premio sono i seguenti:
| Pos | Nº | Pilota           | Costruttore             | Giri | Tempo/Ritiro             | Griglia | Punti |
| --- | -- | ---------------- | ----------------------- | ---- | ------------------------ | ------- | ----- |
| 1   | 6  | Nico Rosberg     | Mercedes                | 55   | 1h38'30"175              | 1       | 25    |
| 2   | 44 | Lewis Hamilton   | Mercedes                | 55   | +8"271                   | 2       | 18    |
| 3   | 7  | Kimi Räikkönen   | Ferrari                 | 55   | +19"430                  | 3       | 15    |
| 4   | 5  | Sebastian Vettel | Ferrari                 | 55   | +43"735                  | 15      | 12    |
| 5   | 11 | Sergio Pérez     | Force India-Mercedes    | 55   | +1'03"952                | 4       | 10    |
| 6   | 3  | Daniel Ricciardo | Red Bull Racing-Renault | 55   | +1'05"010                | 5       | 8     |
| 7   | 27 | Nico Hülkenberg  | Force India-Mercedes    | 55   | +1'33"618                | 7       | 6     |
| 8   | 19 | Felipe Massa     | Williams-Mercedes       | 55   | +1'37"751                | 8       | 4     |
| 9   | 8  | Romain Grosjean  | Lotus-Mercedes          | 55   | +1'38"201                | 18      | 2     |
| 10  | 26 | Daniil Kvjat     | Red Bull Racing-Renault | 55   | +1'42"371                | 9       | 1     |
| 11  | 55 | Carlos Sainz Jr. | STR-Renault             | 55   | +1'43"525                | 10      |       |
| 12  | 22 | Jenson Button    | McLaren-Honda           | 54   | +1 giro                  | 12      |       |
| 13  | 77 | Valtteri Bottas  | Williams-Mercedes       | 54   | +1 giro                  | 6       |       |
| 14  | 9  | Marcus Ericsson  | Sauber-Ferrari          | 54   | +1 giro                  | 17      |       |
| 15  | 12 | Felipe Nasr      | Sauber-Ferrari          | 54   | +1 giro                  | 14      |       |
| 16  | 33 | Max Verstappen   | STR-Renault             | 54   | +1 giro                  | 11      |       |
| 17  | 14 | Fernando Alonso  | McLaren-Honda           | 53   | +2 giri                  | 16      |       |
| 18  | 28 | Will Stevens     | Marussia-Ferrari        | 53   | +2 giri                  | 19      |       |
| 19  | 98 | Roberto Merhi    | Marussia-Ferrari        | 52   | +3 giri                  | PL      |       |
| Rit | 13 | Pastor Maldonado | Lotus-Mercedes          | 0    | Collisione con F. Alonso | 13      |       |

## Classifiche mondiali

### Piloti
| Pos | Pilota           | Punti |
| --- | ---------------- | ----- |
| 1   | Lewis Hamilton   | 381   |
| 2   | Nico Rosberg     | 322   |
| 3   | Sebastian Vettel | 278   |
| 4   | Kimi Räikkönen   | 150   |
| 5   | Valtteri Bottas  | 136   |
| 6   | Felipe Massa     | 121   |
| 7   | Daniil Kvjat     | 95    |
| 8   | Daniel Ricciardo | 92    |
| 9   | Sergio Pérez     | 78    |
| 10  | Nico Hülkenberg  | 58    |
| 11  | Romain Grosjean  | 51    |
| 12  | Max Verstappen   | 49    |
| 13  | Felipe Nasr      | 27    |
| 14  | Pastor Maldonado | 27    |
| 15  | Carlos Sainz Jr. | 18    |
| 16  | Jenson Button    | 16    |
| 17  | Fernando Alonso  | 11    |
| 18  | Marcus Ericsson  | 9     |

### Costruttori
| Pos | Costruttore             | Punti |
| --- | ----------------------- | ----- |
| 1   | Mercedes                | 703   |
| 2   | Ferrari                 | 428   |
| 3   | Williams-Mercedes       | 257   |
| 4   | Red Bull Racing-Renault | 187   |
| 5   | Force India-Mercedes    | 136   |
| 6   | Lotus-Mercedes          | 78    |
| 7   | STR-Renault             | 67    |
| 8   | Sauber-Ferrari          | 36    |
| 9   | McLaren-Honda           | 27    |

## Decisioni della FIA
Fernando Alonso, oltre al drive-through comminatogli in gara, subisce la decurtazione di due punti sulla Superlicenza per il contatto alla partenza con Pastor Maldonado.